# Dmitrij Kosmačev
Dmitrij Jegveněvič Kosmačev (rusky Дмитрий Евгеньевич Космачёв; * 7. června 1985, Gorkij, Sovětský svaz) je ruský hokejový obránce. Hraje za ruský tým KHL Torpedo Nižnij Novgorod.
S týmem Ak Bars Kazaň získal v sezóně 2008/2009 Gagarinův pohár.